# 船橋市立湊中学校
船橋市立湊中学校（ふなばししりつ みなとちゅうがっこう）は、千葉県船橋市日の出一丁目にある公立中学校。

## 周辺施設
- 船橋市役所
- 船橋市立湊町小学校
- 船橋市立南本町小学校
- 海神変電所
- ららぽーとTOKYO-BAY
- いすゞモーター東京
- 日軽興業本社
- 東洋電業本社
- 船橋自動車学校

## 著名な卒業生
- 松浦宏明 - NPBプロ野球選手
- 高橋涼子 - シンガーソングライター
- 敷島勝盛 - 元大相撲力士[2]。現在は年寄・浦風。